# Athens (Vermont)
Pour les articles homonymes, voir Athens.
Athens est une ville située dans le comté de Windham, dans l'État du Vermont, aux États-Unis